# Stéphanie Dongmo
Stéphanie Dongmo, de son nom complet Stéphanie Dongmo Djuka, est une écrivaine, journaliste et critique de cinéma d'origine camerounaise.  

## Biographie
Stéphanie Dongmo obtient un BTS en journalisme en 2003 à l’Institut Universitaire Siantou (IUS). Elle commence sa carrière au sein du journal Le Septentrion Infos, avant de travailler à TBC Radio à Yaoundé, puis à la FM 105 à Douala. Elle a également collaboré avec Haman Mana, à Mutations, et par la suite au journal Le Jour. 
Alors présente au FESPACO 2011 au Burkina Faso, Stéphanie Dongmo participe à une projection à Palpaga, un village situé non loin de Ouagadougou. La projection est organisée par l’association Cinéma numérique ambulant (CNA) en partenariat avec Africa Laab. Plus tard, Stéphanie Dongmo rédige un article où elle décrit son expérience au Fespaco sur son blog personnel. Christian Lambert fondateur du CNA fasciné par l'article, décide de collaborer avec la journaliste. En 2012, Stéphanie Dongmo devient présidente du CNA Cameroun.
En novembre 2012, Stéphanie Dongmo publie son premier livre Aujourd'hui, je suis mort publié aux éditions L'Harmattan. Il s'agît d'un recueil de nouvelles écrites entre 2000 et 2008.

## Publications
- Stéphanie Dongmo, Raoul Djimeli, Béatrice Mendo, Ouassila Kharoune (Auteur), Vanessa Kabiena, Ouassila Kharoune, Danielle Michel et Merveille Mananga, La violence n'est pas que physique: suivi de Être une femme en zone de guerre, ADINKRA SARL, 2022, 175 p.
- Fadwa Ougrirane et Stéphanie Dongmo, Conception et Dimensionenment d'un entrepôt frigorifique: Utilisation du CM66 et l'Eurocode 3, Éditions universitaires européennes, 2014, p. 100
- Aujourd’hui, je suis mort, Paris, L’Harmattan, 2012 (ISBN 978-2-336-00383-2)[4].